# El show de Amanda
El show de Amanda es un spin-off del programa Todo eso y más que aparece en Nickelodeon en Estados Unidos, Reino Unido, Australia, Canadá, Latinoamérica y España.

## Características
Creado por Dan Schneider y protagonizado por la estrella de All That, Amanda Bynes, El show de Amanda es realmente similar a The Carol Burnett Show, pero este era más corto y más centrado en niños. Básicamente consiste en la protagonista, Amanda, que graba sketches cortos de comedia con un humor infantil. El programa está protagonizado por niños, Amanda el personaje principal en casi todos los sketches y comparte cámara, entre otros, con Drake Bell y Josh Peck, todos ellos haciendo cortas historias graciosas y absurdas, en el programa nunca se ven cosas coherentes como en otras series infantiles/adolescentes, todo el programa se basa en comedia infantil con cosas extravagantes, asquerosas o absurdas que les agradan a los niños. El argumento para ello es que Amanda está aburrida de lo que pasan en televisión, así que decide meterse a la TV y hacer la televisión como a ella y sus amigos les gustaría que fuera, por eso se ven algunas parodias de programas estadounidenses.
El programa fue uno de los más populares en Estados Unidos en los programas de 1999, pero fue cancelado después de que Bynes firmara para ser parte del programa What I Like About You de Warner Channel con Jennie Garth.
Actualmente se sigue repitiendo en Estados Unidos, Reino Unido y Australia.
Este programa es el primero que reúne en pantalla a Drake Bell y a Josh Peck, quienes tiempo después protagonizarían la muy exitosa sitcom Drake y Josh, estrenada en 2004. La primera escena que comparten cámara Drake y Josh en El Show de Amanda es cuando pelean por un camarón "realmente grande", y en la última escena del antepenúltimo episodio de Drake y Josh, se ve precisamente a ambos peleando por un camarón gigante, mientras que en los créditos se ve de forma simultánea la susodicha escena de El Show de Amanda (en referencia a lo que había su debut juntos en Nickelodeon años atrás).

## Elenco
- Amanda Bynes
- Drake Bell
- Nancy Sullivan
- Josh Peck

Aunque se llama el Show de Amanda, los otros 3 actores aparecen de forma regular en el show actuando algunos sketches. Al ser un programa tan variado aparecen una gran cantidad de actores invitados, el propio Dan Schneider aparece en algunas ocasiones. Tanto Sullivan, como Drake y Josh protagonizarían la serie Drake y Josh más tarde.

## Sketches
- La Juez Trudy - Este sketch es una parodia del show Judge Judy, usando ropa similar y la ambientación como el show de TV. La Jueza Trudy es actuada por Amanda. En los sketches de "La jueza Trudy" hay chicos del cast quejándose de adultos por cosas insignificantes. La Jueza Trudy siempre le da la razón al niño y siempre da sentencias ridículas a los adultos como por ejemplo mandarlos en un cohete a la luna. Al final de cada sketch de "La Jueza Trudy" la jueza les llama a "Las Langostas Bailarinas" para bailar.

- El Momento Campirano - Este sketch es uno de los más cortos. Se trata de dos campiranos (Amanda y Drake Bell) haciendo chistes de "Toc-Toc" que siempre terminan con Amanda dándole un golpe con un objeto extraño al granjero que interpreta Drake (Ejem. -Toc Toc.-¿Quién es? -Pepino. -¿Pepino que? -Te voy a dar en la cara con un pepino) y al final los dos se ríen mucho.

- Comerciales - Este pequeño clip siempre aparece al principio del show. Se transmiten comerciales de TV vendiendo productos extraños, como helado que sale de la basura, palomitas de maíz que salen de los pantalones y una máquina que aumenta tu "mesada" (que a veces es ilegal), cereal explosivo o paletas que te hacen enfermar. En algunas ocasiones un adulto les pide ayuda a los niños y usan el producto que anuncian en el sketch. (en el caso de los dulces que queman, el padre necesita prender el asador para hacer la barbacoa y los chicos comen el dulce y lanzan fuego al asador y se prende de inmediato). Otros como LunchBay.com es una parodia dedicada a eBay.com cuando compras comida horrible.

- El Punto de Moody - Una parodia de las series adolescentes/dramáticas como Dawson's Creek con Bynes como Moody, que perdió a su madre en un globo aéreo y a su padre le falta un dedo. Entre los amigos de Moody hay una chica llamada Misty que se ofende fácilmente y Spalding que está enamorado de ella. El show termina cuando Moody descubre quiénes son sus padres reales que trabajan en un circo de trapecistas también revelarían el nombre real de Moody pero ahí termina el sketch. Trabaja en el centro comercial vendiendo limpia cosas pero todos dicen que vende cosas y ella vende limpia cosas. Este Sketch fue creado como "firma" para el Show de Amanda (ya que el show presentaba mucha variedad), así que Dan Schneider pensó que Nickelodeon podría lanzarlo como una serie independiente pero nunca fue así, por lo que se convirtió en una miniserie dentro del Show de Amanda. El final fue que Moody se entera de que ella no se llama Moody ya que fue cambiada al nacer con otra chica, fue un final incompleto pues Schneider creía que Nickelodeon produciría al menos otra temporada más del Show debido a su popularidad, sin embargo Amanda Bynes se fue a Warner Bros y el Show de Amanda fue cancelado, cancelándose también el Punto de Moody.[2]

- Blockblister - Una parodia de la tienda Blockbuster. Blockblister fue abierta por una familia francesa. La familia molesta a los clientes diciendo siempre, "Yaga, ¿puedes atender?". Los vendedores siempre se van enojados por causa de la familia extranjera, la familia busca títulos como Stuart Little,X Men o Titanic, pero reciben "Stuart Lipple",F Men o "Tidanic" en formato DVD pero reciben PVD's que en realidad la familia extranjera actúa en la película. La familia siempre dice "Esta película es mejor -- MUCHO MEJOR!" y los clientes siempre se van sin rentar nada.

- Así que Quieres Ganar 5 Dólares - Se trata de un sketch donde concursan personas por ganar 5 dólares. Hay que contestar correctamente 3 preguntas muy tontas con alternativas. (Ej. ¿Cuántos dedos hay en un pie? a) 97 b) carne c) rosa d) 5. Pero nunca nadie gana los 5 dólares.

- El retador - Sharon y su hermano Tobby (Amanda y Drake) conducen un programa de televisión por cable y reciben retos de adolescentes que ven el programa, esos retos casi siempre son absurdos y muy radicales (como llenarse la blusa de helado y bañarse con chocolate), ellos siempre se niegan a los retos pero después lo hacen debido a que los retadores empiezan a insultarlos llamándolos cobardes, gallinas, bebés, etc. La madre de los hermanos aparece interrumpiendo el programa y los regaña diciéndoles que no hagan esos retos, pero algún adolescente reta también a la madre diciéndole cobarde si no cumple el reto y la señora termina cumpliendo los retos. Al final ellos siempre dicen "¿cómo pudimos hacer eso?".

- El jacuzzi de Amanda - En este sketch aparece Amanda en un jacuzzi entrevistando siempre a alguien diferente como un bailarín de hula, [Benjamin Franklin], etc. Este era uno de los sketches más cortos del programa, terminando con la frase "Véanos la próxima vez en el jacuzzi de Amanda" mientras que los dos comían un plato de espagueti.

- Totalmente Kyle - Se trata de un guitarrista llamado Kyle (Drake Bell) que cuenta situaciones absurdas que le han pasado. Es también un sketch corto, ya que Kyle cuenta su historia mientras que toca unas cuantas notas, siempre hablando de forma muy pausada y sus historias son cosas insignificantes que le suceden a cualquier persona.

- Penelope - Penelope Taynt es un personaje más de Amanda. Aunque no es un sketch, el Show de Amanda es un programa grabado con público, ya que Amanda al inicio del programa sale sin caracterización agradeciendo al público asistente (algunas veces hace bromas con algunos personajes en el público), al cambiar de Sketch se ve la escenografía y los personajes se quitan el vestuario. Pero mientras se desarrolla el show, hay un personaje llamado Penelope que es "la mayor admiradora" de Amanda Bynes (personaje interpretado por la propia Bynes) y que persigue obsesivamente a Amanda por todo el set de grabación del programa, incluso se mete de forma ilegal a los estudios de Nickelodeon con tal de conocer a su ídolo, pero nunca lo consigue. Aunque siempre está cerca de encontrarse cara a cara con Amanda por alguna extraña razón nunca logra verla. Siempre repite la frase "Por favor" (please! en inglés), e incluso ella hizo una página llamada amandaplease.com (esta página existe de verdad y se puede acceder a esta a través de Wayback Machine).[3]

## Estrellas invitadas
- Beverly Mitchell
- Curtis Armstrong
- Patrick Bristow
- Ashley Tisdale
- Haylie Duff
- Adam Brody
- A.J. Trauth
- Kel Mitchell
- Kenan Thompson
- Kyle Sullivan
- Jerry Trainor
- Jeremy Rowley

## Datos extras
- El tema principal está basado en la música de fondo de Wizard Peak del videojuego clásico Spyro the Dragon, que también fue producido por Stewart Copeland.
- El estudio de sonido utilizado para el escenario principal del espectáculo fue el mismo escenario utilizado para iCarly y Kenan & Kel.